# Mexican Open 2024
Mexican Open 2024 a fost un turneu profesionist de tenis de nivel ATP 500 din Circuitul ATP 2024 care s-a jucat pe terenuri cu suprafețe dure, în exterior. S-a desfășurat la Arena GNP Seguros din Acapulco, Mexic. A fost cea de-a 31-a ediție și a avut loc în perioada 26 februarie – 2 martie.

## Campioni

### Simplu
Pentru mai multe informații consultați Mexican Open 2024 – Simplu

### Dublu
Pentru mai multe informații consultați Mexican Open 2024 – Dublu

## Puncte și premii în bani

### Distribuția punctelor
| Probă  | C   | F   | SF  | QF  | Runda 2 | Runda 1 | Q  | Q2 | Q1 |
| Simplu | 500 | 330 | 200 | 100 | 50      | 0       | 25 | 13 | 0  |
| Dublu  | 500 | 300 | 180 | 90  | 0       | N/A     | 45 | 25 | 0  |

### Premii în bani
| Probă  | C         | F         | SF        | QF       | Runda 2  | Runda 1  | Q2      | Q1      |
| Simplu | 412.555 $ | 221.975 $ | 118.300 $ | 60.440 $ | 32.265 $ | 17.210 $ | 8.820 $ | 4.945 $ |
| Dublu* | 135.510 $ | 72.270 $  | 36.570 $  | 18.280 $ | 9.460 $  | N/A      | N/A     | N/A     |

*per echipă